# Основа (морфология)
Осно́ва — неизменяемая часть слова, которая выражает его лексическое значение.
В изменяемых словах основа определяется как часть слова без окончания и формообразующего суффикса: сосн-а, пустын-я, восьм-ой, наш-а, занимательн-ый, чита-л. В неизменяемых словах основа равна слову: высоко, мечтая.
В некоторых случаях основа может быть прерывистой:
- глагольные формы, содержащие постфикс -ся/ -сь
учащ-ие-ся;
- основы неопределённых местоимений, содержащих постфиксы -то/ -либо/ -нибудь
как-ой-то;
- основы некоторых сложно-составных существительных
шкаф-а-купе;
- основы сложных числительных
сем-и-десят-и.

В зависимости от структуры, основы бывают производные и непроизводные. Непроизводными являются основы, которые состоят из одной морфемы — корня: город, стол, жёлт-ый. Производными являются основы, в составе которых выделяются два или более словообразовательных аффикса. Обычно это корень в сочетании с одним или несколькими суффиксами: хлеб-н-ый; с одной или несколькими приставками: пере-лёт; с суффиксом и приставкой одновременно: без-дом-н-ый). Новые слова могут образовываться как от непроизводной, так и от производной основы.
От производных и непроизводных основ следует отличать производящие основы — основы, от которых образуются новые слова. Например, непроизводная основа слова сил-а является производящей для слова сильный.